# Монтиньи (Мёрт и Мозель)
Монтиньи́ (фр. Montigny) — коммуна во французском департаменте Мёрт и Мозель региона Лотарингия. Относится к  кантону Баккара.	

## География
Монтиньи расположен в 50 км к юго-востоку от Нанси. Соседние коммуны: Ансервиллер на северо-востоке, Сен-Морис-о-Форж на востоке, Ваквиль на юге, Мервиллер и Брувиль на юго-западе, Реерре и Ваксенвиль на западе, Миньевиль на северо-западе.

## История
- На территории коммуны находятся следы галлороманской культуры.

## Демография
Население коммуны на 2010 год составляло 133 человека.
| 1962 | 1968 | 1975 | 1982 | 1990 | 1999 | 2010 |
| ---- | ---- | ---- | ---- | ---- | ---- | ---- |
| 155  | 159  | 131  | 137  | 136  | 131  | 133  |

## Достопримечательности
- Церковь включает хоры XV—XVI веков, купол XVIII века и неф XIX века.